# Capi di Stato in fuga
Capi di Stato in fuga (Heads of State) è un film del 2025 diretto da Il'ja Najšuller.

## Trama
Durante la festa della Tomatina a Buñol, in Spagna, un team congiunto di agenti del MI6 e della CIA, guidato dall’esperta Noel Bisset, è in missione al fine di catturare il trafficante d’armi russo Viktor Gradov. Tuttavia, il tentativo fallisce tragicamente con Gradov che riesce a fuggire mentre i suoi uomini massacrano tutta la squadra, ottenendo un collegamento con ECHELON, un sofisticato programma di sorveglianza globale usato dall’alleanza Five Eyes.
Nel frattempo, il Primo ministro britannico Sam Clarke, in carica da sei anni ma sempre più sotto pressione da parte degli avversari politici, riceve una visita di stato da parte del neoeletto Presidente degli Stati Uniti Will Derringer, precedentemente noto come star del cinema d’azione e molto sicuro di sé ma ancora inesperto dal punto di vista politico. Tra i due leader non scorre buon sangue e durante una conferenza stampa scoppia una lite davanti ai giornalisti lì presenti. I rispettivi segretari generali, Quincy Harrington e Simone Bradshaw, propongono quindi ai due capì di stato di viaggiare insieme per dimostrare ai cittadini una ritrovata sintonia in vista del vertice NATO di Trieste e i due uomini accettano seppur con riluttanza. Durante il volo, l'Air Force One viene attaccato dagli uomini di Gradov che uccidono le guardie del corpo e abbattono tutti i motori costringendo Clarke e Derringer a lanciarsi  con il paracadute, atterrando in territorio bielorusso a poca distanza dai resti dell'aereo e venendo dati per morti dalle loro nazioni.
I due capiscono che ad architettare il tutto è stata una talpa tra i loro collaboratori più stretti e iniziano un viaggio per arrivare a Varsavia grazie all'aiuto di una contadina locale, che conosce i film di Will, riuscendo così a varcare il confine ed arrivare nella capitale polacca in serata, dove trovano rifugio presso una safe house abitata dall'agente della CIA Marty Comer; i due capi di Stato iniziano a fare il punto della situazione e arrivano alla conclusione che Harrington sia il traditore dato che era stata sua l'idea di farli viaggiare assieme. Sfortunatamente, a causa di ECHELON, vengono localizzati da Gradov tramite le telecamere di sorveglianza e questi manda una squadra ad ucciderli, guidata dai sicari Olga e Sasha; quest'ultimi riescono ad uccidere Comer, non prima che questi abbia fatto fuori tutti i loro uomini. I due assassini si mettono alla ricerca di Clarke e Derringer, che riescono a fuggire grazie all'intervento inaspettato di Bisset, sopravvissuta all'imboscata in Spagna grazie a un giubbotto anti proiettile. Dopo essersi messi in salvo, Bisset rivela ai due che il summit della NATO è a rischio di provocare lo scioglimento dell'organizzazione stessa dopo che Hammond, l'hacker di Gradov, ha violato ECHELON e pubblicato innumerevoli documenti segreti, provocando una crisi diplomatica tra i paesi membri. Derringer nota un atteggiamento freddo tra Clarke e Bisset e successivamente scopre che i due avevano una relazione, poi interrotta vista la volontà del primo di candidarsi a Primo ministro. Nella notte, i tre riescono a prendere un treno per Trieste, ma vengono raggiunti da un uomo di Gradov insieme ad Hammond; quest'ultimo, stanco di essere costretto a lavorare per il terrorista, uccide il sicario, ma nel farlo viene ferito mortalmente. In punto di morte, Hammond avverte i tre che alla prossima stazione c'è una squadra di sicari ad aspettarli e consegna le sue credenziali per accedere ad ECHELON, suggerendo loro di raggiungere il suo vecchio ufficio a Zara, in Croazia e usare il programma per scoprire il traditore. I tre si lanciano giù dal treno e rubano una macchina, riuscendo ad arrivare in serata all'ufficio di Hammond; una volta eseguito l'accesso a ECHELON dal suo terminale, scoprono che Bradshaw è la talpa di Gradov e proprio in quel momento vengono attaccati dai sicari del russo; Derringer e Bisset riescono a fuggire mentre Clarke viene apparentemente ucciso in un'esplosione.
Bisset e Derringer arrivano al porto di Trieste dove il Presidente si mette in contatto con la Vicepresidente Elizabeth Kirk, che manda la limousine presidenziale a prenderli, ma una volta saliti a bordo scoprono che in realtà è lei la talpa ed ha usato Bradshaw come falsa pista. Dopo aver messo fuori gioco gli scagnozzi sulla limousine, gli uomini di Gradov iniziano a inseguirli ma vengono quasi tutti eliminati da un sopravvissuto Clarke a bordo di un camion dei pomperi e il trio riesce infine ad arrivare in tempo al summit NATO prima della decisione sul suo scioglimento, smascherando il tradimento della Kirk; quest'ultima tuttavia viene uccisa da Gradov, il quale era stato tradito dalla donna dopo che quest'ultima aveva pagato alcuni dei suoi uomini per assassinarlo e cancellare ogni collegamento con lui. Gradov assalta il summit, venendo inseguito da Clarke e Derringer, che riescono infine ad ucciderlo gettando una statua tra le eliche del suo elicottero e facendolo schiantare, mentre Bisset uccide il resto dei sicari e Sasha, vendicando così la morte dei suoi compagni.
Due mesi dopo, le divergenze tra i Paesi della NATO si sono risolte e i rapporti sono stati risanati, mentre Clarke e Derringer sono diventati ottimi amici. 
In una scena dopo i titoli di coda Comer si rivela essere sopravvissuto all'attacco a Varsavia grazie a delle placche metalliche nella sua testa dovute ad una precedente operazione; dopo aver tentato senza successo di rimorchiare alcune donne in un bar raccontando la sua esperienza, l'agente viene avvicinato da Bisset.

## Produzione
Nell'ottobre del 2020, Amazon Studios annunciò di aver inizio lo sviluppo di un nuovo film che avrebbe visto come attori protagonisti Idris Elba e John Cena, dopo che questi due lavorarono già insieme sul set di The Suicide Squad - Missione suicida nel 2021. Due anni più tardi, nell'ottobre del 2022 venne ingaggiato Il'ja Najšuller come regista del film. Nell'aprile del 2023 venne annunciata l'aggiunta al cast di Priyanka Chopra. Un mese dopo vennero annunciati come nuovi attori anche: Paddy Considine, Stephen Root, Carla Gugino, Jack Quaid e Richard Coyle.
Le riprese del film iniziarono a Londra nel maggio del 2023. Nel mese seguente, le riprese si spostarono al Saint George's Hall di Liverpool. Nei due mesi successivi, tra luglio ed agosto, le riprese arrivarono anche in Italia a Trieste. Infine, nel maggio del 2024 venne girate ulteriori scene a Belgrado, in Serbia.

## Distribuzione
Il 23 aprile 2024 viene diffuso il primo trailer del film. A meno di un mese dall'uscita, il 4 giugno viene diffuso il trailer finale del film. Il film è stato distribuito sulla piattaforma Amazon Prime Video il 2 luglio 2025.

## Accoglienza
Il film ha ricevuto un indice di gradimento del 71% su 100 recensioni su Rotten Tomatoes, mentre su Metacritic ha ricevuto un voto medio di 57 su 100.